# دوري المقاطعات الشمالي الغربي 1995–96
دوري المقاطعات الشمالي الغربي 1995–96 هو موسم من دوري المقاطعات الشمالي الغربي. فاز فيه Flixton F.C. ‏.